# タギシュ・レイク隕石
タギシュ・レイク隕石（タギシュ・レイクいんせき、Tagish Lake meteorite）は、2000年1月18日16時43分（UTC）にカナダ・ユーコン準州からブリティッシュコロンビア州にまたがるタギシュ湖（Tagish Lake）付近に落下した隕石である。

## 経緯

### 落下

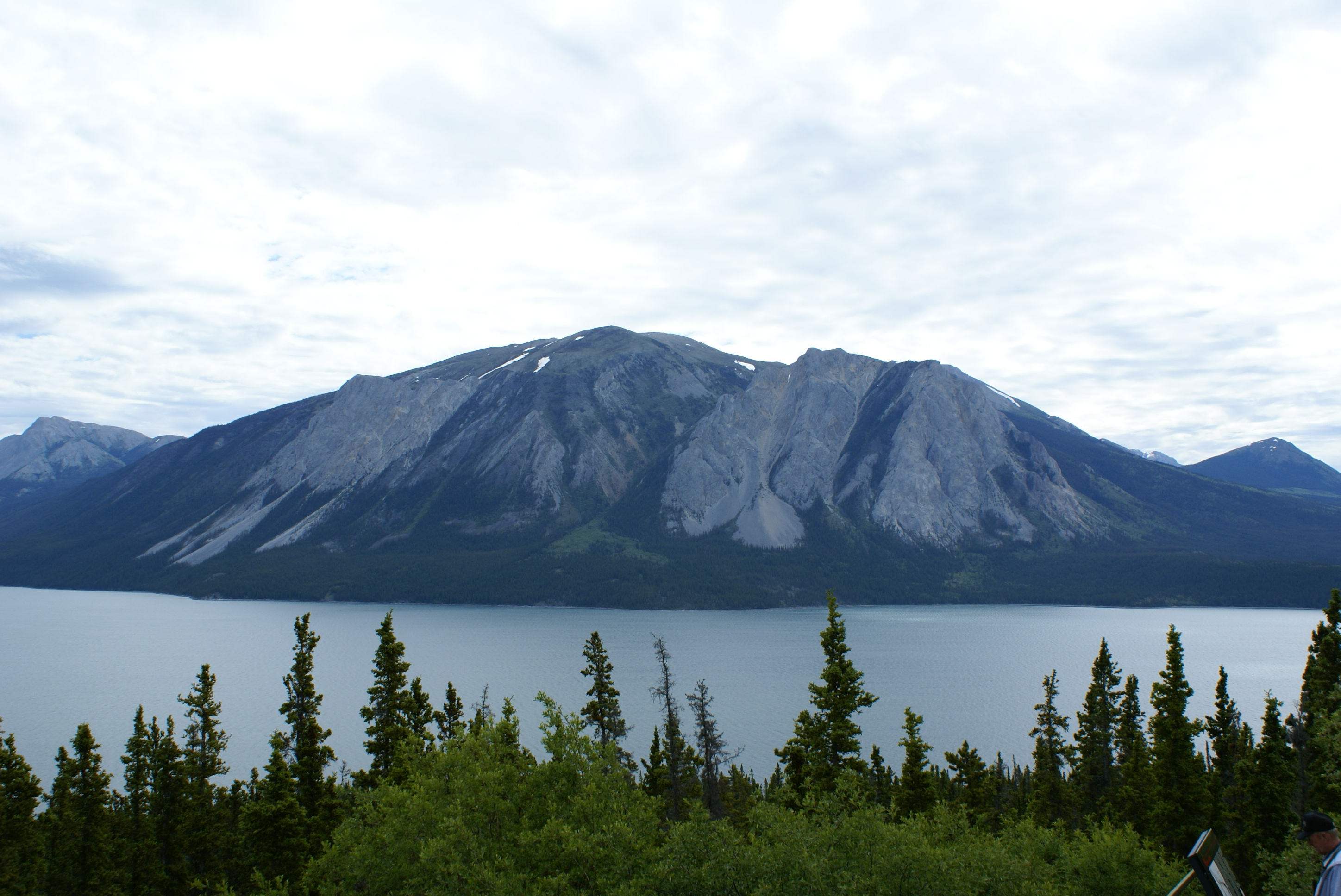
タギシュ・レイク隕石は、ブリティッシュコロンビア州北西部のタギシュ湖に落下した。

タギシュ・レイク隕石の破片は、上空50-30kmで放出エネルギーが1.7キロトンとも推定される流星爆発を起こし、地表へ落下した。ユーコン準州南部、ブリティッシュコロンビア州北部で火球が目撃され、その後500近いの隕石の破片が氷結した湖面から回収された。落下範囲には、更に多くの破片があったと考えられている。この火球の後に残った流星痕や、アメリカ合衆国国防総省の人工衛星のデータから、隕石の軌道が割り出された。高高度での火球の爆発は、人工衛星の光学／赤外線センサーだけでなく地震計も作動させた。
落下地点周辺の火球目撃者の中には、火球の発生後、空気に硫黄の匂いが混じっていた、と証言する者もいた。速報では、ミサイルの誤爆であるとする情報も流れた。
2013年のチェリャビンスク隕石でもみられたような、流星痕の塵の雲が2つに分かれた様子が、タギシュ・レイクの火球でも撮影された。これは、キノコ雲で可視化されるような上昇気流が、流星の軌道の真ん中へ急速に入り込んだためと考えられる。

### 標本の回収
最初の隕石片は、落下から1週間後の2000年1月下旬、地元住民のジム・ブルックによって回収された。最善の方法で回収された隕石片は、冷凍された状態のまま研究機関へ持ち込まれた。その汚染の少ない隕石片の初期の分析には、NASAジョンソン宇宙センターの研究者も加わった。残りの破片は、2000年4月まで積雪に覆われた状態が続き、雪解けを待って、カルガリー大学、ウェスタンオンタリオ大学の研究者が捜索に努め、410の破片を回収した。後から回収された隕石片の大部分は、数cmから深いものでは20cm程度氷に埋まっており、融解した水たまりから、あるいは湖面の氷を切り出して回収された。
汚染の少ない「無垢の」タギシュ・レイク隕石片は、全部で重さ850g以上になり、現在は王立オンタリオ博物館とアルバータ大学に保管されている。2000年の4月から5月にかけて回収された、状態がやや劣化した隕石片は、主にカルガリー大学、ウェスタンオンタリオ大学に収蔵されている。回収された最大の破片の重さは、およそ2.3kgであった。

## 流星物質
タギシュ・レイク隕石は、大気圏に突入する前、直径4m、重さ56トンであったと推定される。しかし、上層大気中での気化と何度かの分裂で重さは1.3トンまで減少、つまり全体の97%は気化し、大部分は成層圏の塵となって、エドモントン北西部では落下した日の晩に夜光雲として目撃された。残った隕石片の総重量1.3トンのうち、10kg程度（およそ1%）が地表の16km×5kmに広がった領域で発見され、回収された。

## 特徴
タギシュ・レイク隕石の隕石片は、暗灰色から黒に近い色で、明るい色の小さな含有物を含んでいる。灰色の融解した表層以外は、成形木炭のような見た目をしている。

### 分類

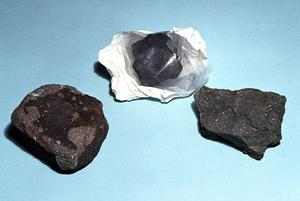
代表的な炭素質コンドライト。左から、アエンデ隕石（CV3）、タギシュ・レイク隕石、マーチソン隕石（CM2）。

タギシュ・レイク隕石は、炭素質コンドライトに分類され、岩石学的タイプは2とされるが、化学的グループは既存の分類に当てはまらず、未分類（C2）と評価されている。
分析によって、タギシュ・レイク隕石は始原的な隕石であり、太陽系を形成する材料となった星間塵の粒子の一部は、そのままの状態で含まれていることがわかった。タギシュ・レイク隕石は、いくつかの点で、最も始原的と分類される2種類の炭素質コンドライト、CMコンドライトとCIコンドライトに似ているが、どちらとも決定的に異なる点がある。

### 岩石学・鉱物学的特徴
タギシュ・レイク隕石の密度は約1.6g/cm3で、他のどの種類のコンドライトよりも密度が低い。角礫岩状の組織がみられ、ケイ酸塩を主体とする石基を中心に構成されている。石基には、炭酸塩鉱物が少ない岩石と炭酸塩鉱物を豊富に含む岩石、2通りの性質が異なる岩石が存在している。また、液体の水との反応などで鉱物が変化する水質変成によって、更に多様な特徴の岩石が含まれることが示唆される。
隕石の年齢は、約45.6億年と推定され、太陽系が形成された後、他の天体と合体せずに残った物質からできていると考えられる。

### 地球化学的特徴
タギシュ・レイク隕石の炭素含有量は、他の炭素質コンドライトと比べても多く、揮発性・難揮発性元素の存在量の傾向は、CIコンドライトともCMコンドライトとも異なる。
タギシュ・レイク隕石は、アミノ酸を始めとする有機物を、豊富に含んでいる。隕石中の有機物は、アミノ酸に含まれる炭素の同位体比の測定から、生命活動によってではなく星間物質や太陽系の原始惑星系円盤で生成されたと考えられる。また、隕石の破片によってアミノ酸の含有量にばらつきがあることから、隕石の母天体中に存在する液体の水の量によって、アミノ酸の生成量も変化することが示唆される。
タギシュ・レイク隕石中の炭素の一部は、ナノダイヤモンドと呼ばれる、太陽系の形成以前に生成されたと考えられる直径数μm以下の微小なダイヤモンドの結晶である。タギシュ・レイク隕石は、他のどの隕石よりも、ナノダイヤモンドを多く含んでいる。

## 起源
隕石が大気圏に突入した際の火球の目撃情報と、30分は見えていたという流星痕の軌跡の写真から、地球到達前の隕石の軌道が計算された。火球を直接撮影した写真はなかったが、発生数分後に撮影された2枚の写真を照らし合わせ、火球の進路を再現し、進入角度を求めた。ユーコン準州ホワイトホース周辺の目撃情報から、地図上の方角が正確に絞り込まれた。タギシュ・レイク隕石は、アポロ群小惑星と似たような軌道をとっており、小惑星帯外縁部からもたらされたものとわかった。隕石の軌道要素は、軌道長半径が1.9AU、近日点距離が0.884AU、離心率が0.55と求められている。2箇所以上の異なる方角から火球の写真や動画が撮影され、突入前の軌道が正確に求まっている隕石は、25個しかない（2016年末現在）。
反射スペクトルの分析から、タギシュ・レイク隕石は、D型小惑星が起源と考えられる。母天体の候補としては、(308) ポリクソ、(773) イーミントラウトが挙げられている。